# 曲河乡
曲河乡，是中华人民共和国四川省广元市青川县下辖的一个乡镇级行政单位。

## 行政区划
曲河乡下辖以下地区：
程家坪社区、青城村社区村、双龙村、银洞村、关东村、梅花村、王家村、锦坪村和大岩村。